# Zdzisław Marcinkowski
Zdzisław Piotr Marcinkowski (ur. 21 czerwca 1950 w Dmeninie) – polski samorządowiec, prezydent Radomia w latach 2002–2006, nadinspektor Policji.

## Życiorys
W 1973 ukończył studia na Wydziale Leśnym Szkoły Głównej Gospodarstwa Wiejskiego, uzyskując tytuł zawodowy magistra inżyniera leśnictwa. W 1980 ukończył studium podyplomowe Akademii Spraw Wewnętrznych w Ośrodku Doskonalenia Kadr Kierowniczych w Łodzi i uzyskał stopień podporucznika.
Początkowo pracował w nadleśnictwie w Spale oraz w Zarządzie Obudów do Sprzętu Elektronicznego w Warszawie, później od 1977 do 1996 w Komendzie Stołecznej Milicji Obywatelskiej, a następnie Policji.
Od 1 stycznia 1997 do 7 maja 2002 pełnił funkcję komendanta wojewódzkiego policji w Radomiu. Awansowany do stopnia nadinspektora Policji. W 2002 przeszedł na emeryturę, w tym samym roku z ramienia Stowarzyszenia „Radomianie Razem” został wybrany prezydentem Radomia. W tym samym roku został także radnym, rezygnując z mandatu z uwagi na zakaz łączenia funkcji. W 2003 wstąpił wraz ze swoim zastępcą w szeregi Stronnictwa Demokratycznego, stając na czele jego struktur w Radomiu.
W 2006 bez powodzenia ubiegał się o reelekcję, przegrał w drugiej turze wyborów z Andrzejem Kosztowniakiem różnicą około 6 tys. głosów. Uzyskał jednocześnie mandat radnego rady miasta, który sprawował do 2010.
Wyróżniony przez „Gazetę Wyborczą” tytułem „Radomianina Roku 1998”.
Otrzymał Krzyż Kawalerski Orderu Odrodzenia Polski (2005) oraz Złoty Krzyż Zasługi (1997).